# Montague Browning
Sir Montague Edward Browning (1863 – 1947) è stato un ammiraglio britannico.

## Carriera
Browning si unì alla Royal Navy nel 1876. Ha servito nella Guerra anglo-egiziana. È stato promosso a capitano il 1 gennaio 1902, e nel mese di giugno dello stesso anno è stato nominato capitano di bandiera al comando della incrociatore HMS Arianna.  È diventato capo di stato maggiore per la flotta della Manica nel 1908 e l'ispettore di Target Practice nel 1911.
Ha servito in prima guerra mondiale come Comandante del III squadrone della Grand Fleet e poi, dal 1916, come Comandante in Capo Nord America e Indie Occidentali. Egli comandò il IV Squadrone della Grand Fleet dal 1918.
Dopo la guerra divenne Presidente della Commissione Navale Alleata per l'Armistizio e aveva il compito di smantellare la flotta tedesca.
Poi è diventato Secondo Lord del Mare e capo del personale navale nel 1919. Il suo ultimo incarico fu Comandante in capo, Plymouth dal 1920. Divenne primo e principale aiutante di campo navale del re nel 1925 e si ritirò nel 1926.